# Pseudohyophila peruviana
Pseudohyophila peruviana là một loài Rêu trong họ Dicranaceae. Loài này được (R.S. Williams) Hilp. miêu tả khoa học đầu tiên năm 1933.